# آو مونترآل
آو مونترال (به انگلیسی: of Montreal) یک گروه موسیقی ایندی پاپ آمریکایی در آتن، جورجیا است. این گروه کوین بارنز در سال ۱۹۹۶ تأسیس شد. این باند به عنوان بخشی از کالکتیو Elephant ۶ شناخته می‌شود. از ابتدای تأسیس تا به حال، سبک موسیقی آو مونترال به‌طور قابل توجهی تکامل یافته و از گروه‌های پاپ روانگردان دهه ۱۹۶۰ الهام گرفته‌است.

## تاریخچه

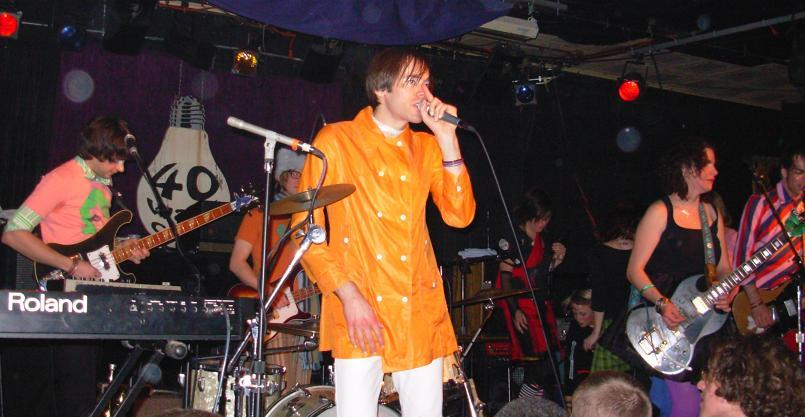
اجرای مونترال در آتن، جورجیا (۲۰۰۷)

کوین بارنز گویا به دلیل یک عشق شکست‌خوره با زنی از مونترال، کبک نامگذاری کرده‌است. پیش از نقل مکان به آتن، جورجیا، بارنز تنها عضو این گروه بود. در آنجا با دری آلمستد و برایان پول ملاقات کرد. آنها با هم آلبوم اول خود یعنی Cherry Peel را ضبط کردند و متعاقباً نسخه‌های The Bird Who Ate the Rabbit's Flower و The Bedside Drama: A Petite Tragedy را منتشر کردند.
پس از ساخت The Gay Parade، سومین آلبوم گروه، در سال ۱۹۹۸ برایان پول گروه را ترک کرد تا روی همکاری‌هایش با Elf Power، یکی دیگر از گروه‌های کالکتیو Elephant Six تمرکز کند.

### ۱۹۹۹–۲۰۰۶
به دنبال انتشار The Gay Parade، گروه با لیبلKindercore Records قرارداد امضا کرد و در سال ۲۰۰۱ آلبوم مفهومی Coquelicot Asleep in Poppies: A Variety of Whimsical Verse منتشر شد.
Kindercore اندکی پس از انتشار Aldhils Arboretum، قرارداد را ملغا کرد. بارنز آلبوم ۲۰۰۵ شان یعنی Satanic Panic in the Attic را عمدتاً خودش نوشت و توسط پلی وینیل رکوردز منتشر شد.

در ۲۰۰۵ آلبوم The Sunlandic Twins منتشر شد. 

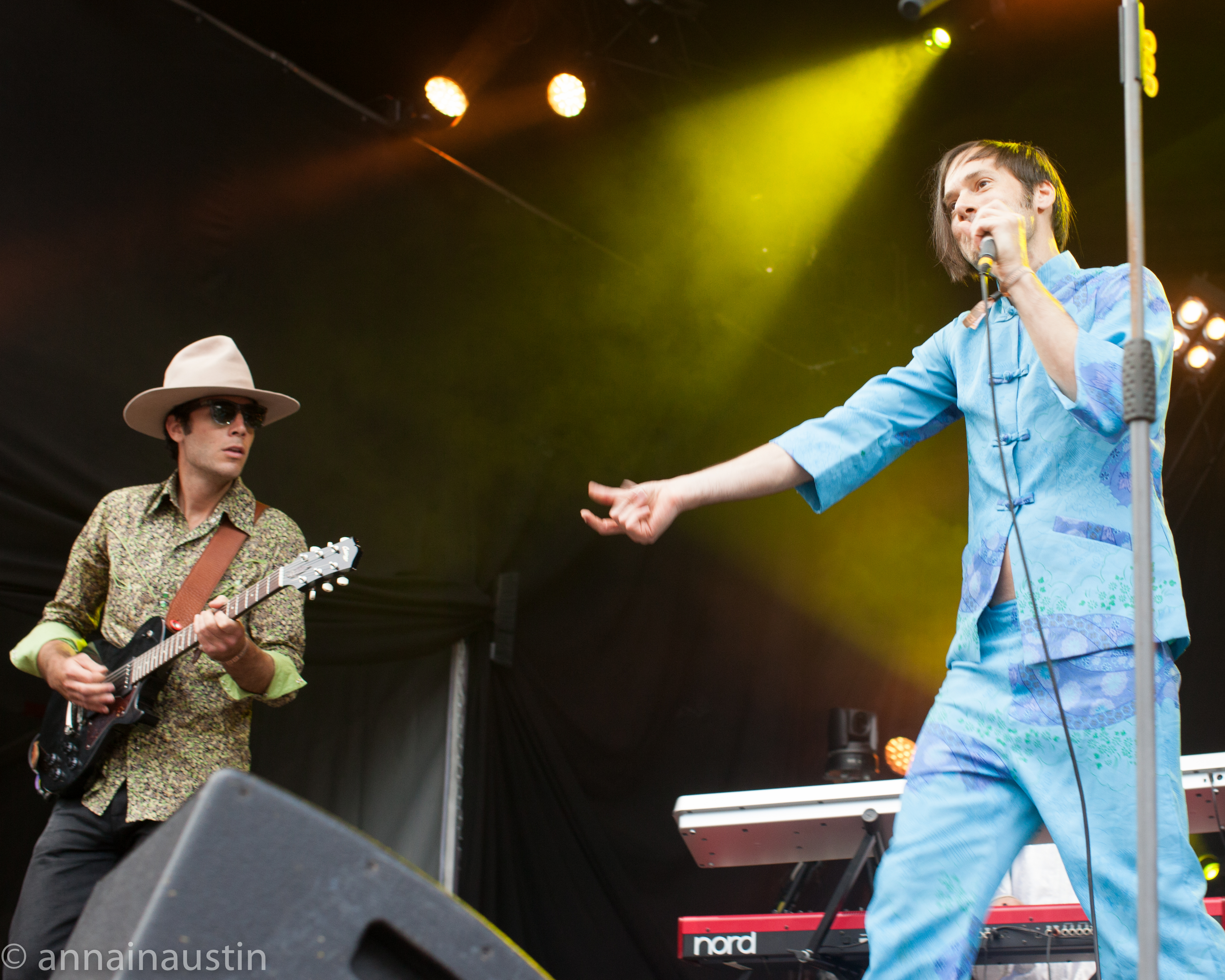
سال ۲۰۱۴ در جشنواره موسیقی پوزیتووس در ریگا

### ۲۰۰۷–۲۰۱۲
کوین بارنز بیشتر آلبوم سال ۲۰۰۷ش را با نام Hissing Fauna, Are You the Destroyer?, خودش به هنگام زندگی در نروژ و آتن نوشت. در سال ۲۰۰۷، کوین بارنز در طول اجرای در لاس وگاس پنج ترانه را برهنه اجرا کرد. در پاریس، آنها یک جلسه ویدئویی صوتی به کارگردانی وینسنت مون ضبط کردند.
در ۱۲ نوامبر ۲۰۱۲، این گروه یک صفحه کیک‌استارتر ایجاد کرد تا بتواند بودجه یک مستند کامل به نام Song Dynasties را جمع کند. این مستند شامل ویدیوهایی از جلسه‌های ضبط و تورهای آن‌ها بود و همچنین موسیقی‌دانان دیگری مانند اندرو وان وایگاردن از ام‌جی‌ام‌تی در آن حضور داشتند.

### ۲۰۱۳ - در حال حاضر
این گروه شانزدهمین آلبوم استودیویی خود، با نام UR FUN را در ۱۷ ژانویه سال ۲۰۲۰ منتشر کرد.

## اعضا
| اعضای فعلی - کوین بارنرز – خواننده، چندسازه، ترانه‌سرا (۱۹۹۶-تا به حال) - کلینتون ریچلیک – درامز، کبرد، گیتار، باس (۲۰۱۰-تا به حال) - جوجو گلایدول – کیبرد (۲۰۱۳ تا به حال) - دیوی پیرس – باس (۲۰۰۷–۲۰۱۳، ۲۰۱۵-تا به حال) - نیکلاس دبروز – کیبرد، پرکاشن، باس، گیتار (۲۰۱۰–۲۰۱۳، ۲۰۱۵-تا به حال) | اعضای پیشین - برایان پول – گیتار (۱۹۹۶–۱۹۹۸; ۲۰۰۴–۲۰۱۳) - دری آلمستد – درامز (۱۹۹۶–۱۹۹۸) – باس (۱۹۹۸–۲۰۰۳) - داتی الکساندر – کیبرد (۱۹۹۸–۲۰۱۳) - جیمز هازبند – درامز، کیبرد، باس (۱۹۹۸–۲۰۱۰) - اندی گونزالز – گیتار (۱۹۹۸–۲۰۰۳) - جولیان کوستر – مختلف (۱۹۹۸–۲۰۰۱) - جیسون نه‌اسمیت – گیتار (۲۰۰۴–۲۰۰۵) - نینا گرت‌لند – باس (۲۰۰۴) - متیو پاریس داوسون – باس (۲۰۰۵–۲۰۰۷) - أحمد جلب – درامز (۲۰۰۸–۲۰۰۹) - تایر سارانو – کیبرد (۲۰۱۰–۲۰۱۲) - کائورو ایشی باشی – ویولن، کیبرد (۲۰۱۰–۲۰۱۲) - زاک کلول – سازهای بادی چوبی، کیبرد، گیتار (۲۰۱۲) - ربکا کش – صدا، کیبرد، باس، پرکاشن (۲۰۱۳–۲۰۱۴) - باب پارینز – باس (۲۰۱۳–۲۰۱۵) - بنت دین لوئیس – کیبرد، گیتار (۲۰۱۳–۲۰۱۵) |

## دیسکوگرافی

### آلبوم‌های استودیویی
- 1997 Cherry Peel (Bar/None)
- 1998 The Bedside Drama: A Petite Tragedy (Kindercore)
- 1999 The Gay Parade (Bar/None)
- 2001 Coquelicot Asleep in the Poppies: A Variety of Whimsical Verse (Kindercore)
- 2002 Aldhils Arboretum (Kindercore)
- 2004 Satanic Panic in the Attic (Polyvinyl)
- 2005 The Sunlandic Twins (Polyvinyl)
- 2007 Hissing Fauna, Are You the Destroyer? (Polyvinyl, No. 72 US)
- 2008 Skeletal Lamping (Polyvinyl, No. 38 US)
- 2010 False Priest (Polyvinyl, No. 34 US)
- 2012 Paralytic Stalks (Polyvinyl, No. 121 US)
- 2013 Lousy With Sylvianbriar (Polyvinyl, No. 115 US)
- 2015 Aureate Gloom (Polyvinyl)
- 2016 Innocence Reaches (Polyvinyl)
- 2018 White Is Relic/Irrealis Mood (Polyvinyl)
- 2020 Ur Fun (Polyvinyl)[۶]